# Piatra Grohotișului
Piatra Grohotișului este o arie protejată de interes național ce corespunde categoriei a IV-a IUCN (rezervație naturală de tip geologic), situată în vestul Transilvaniei, pe teritoriul județului Alba.

## Localizare
Aria naturală se află în partea estică a Munților Trascăului, în vestul județului Alba, pe teritoriul administrativ al comunei Ighiu, aproape de drumul județean DJ106H, care leagă satul Ighiu de Întregalde.

## Descriere
Rezervația naturală a fost declarată arie protejată prin Legea Nr.5 din 6 martie 2000, publicată în Monitorul Oficial al României, Nr.152 din 12 aprilie 2000, privind aprobarea Planului de amenajare a teritoriului național - Secțiunea a III-a - zone protejate și are o suprafață de 5 ha. 
Aria naturală reprezintă o klippă de calcare,  jurasice, cu doline și lapiezuri, (fenomene exocarstice), prelungită în creste și sfârșindu-se prin mai multe abrupturi.  

## Monumente și atracții turistice
În vecinătatea rezervației naturale se află câteva obiective de interes istoric, cultural și turistic; astfel:

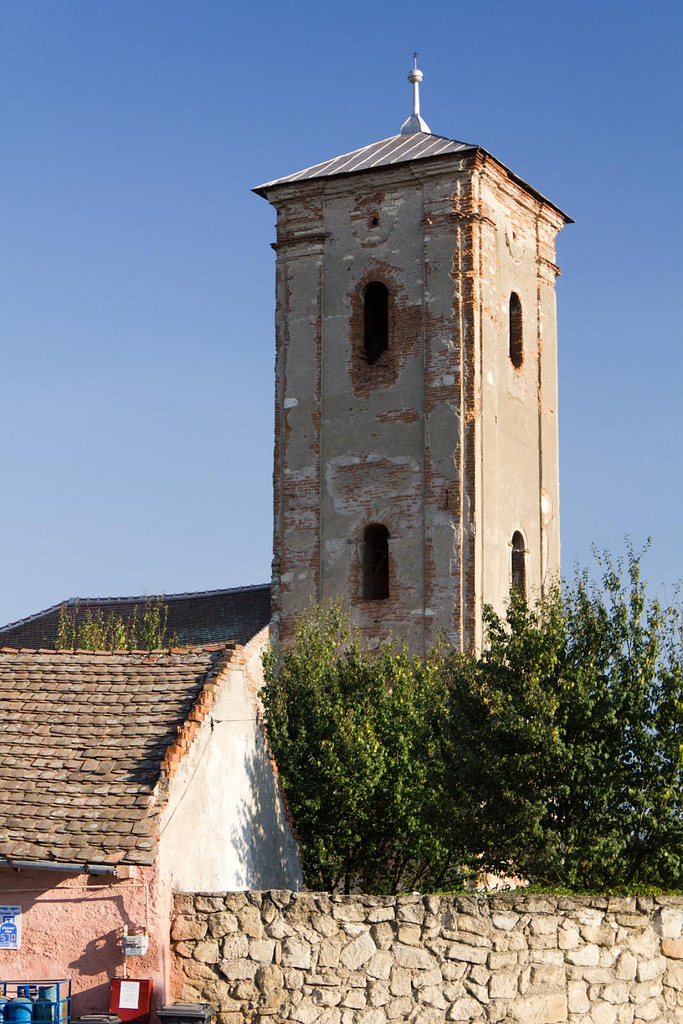
Biserica reformată din Şard

- Biserica „Cuvioasa Paraschiva” din Ighiel, construcție 1781, monument istoric (cod LMI AB-II-m-B-00235).
- Biserica "Cuvioasa Paraschiva" din Ighiu, construcție 1724, monument istoric (cod LMI AB-II-m-B-00237).
- Ansamblul bisericii reformate din Ighiu (biserica reformată, fostă biserică evanghelică; incintă fortificată și casa parohială reformată, fostă casă parohială evanghelică), construcție sec. XV - XVIII, monument istoric (cod LMI AB-II-a-A-00236).
- Ansamblul bisericii reformate din Șard (biserica reformată, fostă biserică evanghelică și zid de incintă, cu turn de poartă), construcție sec. XV - XVIII, monument istoric (cod LMI AB-II-a-B-00362).
- Castelul Eszterhazy din Șard, construcție secolul al XVII-lea, monument istoric (cod LMI AB-II-m-A-00363).
- Castrul roman de la Ighiu.
- Situl arheologic "Piatra Tăiată" de la Țelna (Epoca bronzului timpuriu, Cultura Coțofeni).
- Situl arheologic "Rupturi" de la Țelna (așezare și necropolă tumulară, atribuite Epocii bronzului).
- Rezervațiile naturale Iezerul Ighiel și Piatra Poienii.